# The Get Weird Tour
A The Get Weird Tour é a terceira turnê do grupo feminino britânico Little Mix , este serviu para promover o seu terceiro álbum de estúdio Get Weird. A turnê foi anunciada em julho de 2015. Começou no dia 13 de março de 2016 em Cardiff e terminou em 27 de agosto de 2016 em Cambridge. A turnê passou pela Europa, Oceania e Ásia, com um total de 59 shows. No final da primeira etapa da turnê, o grupo recebeu uma placa de 300 mil ingressos vendidos, somente no Reino Unido, fazendo da turnê a mais bem sucedida do ano de 2016 no país. Com um lucro total de 25.8 milhões de dólares o grupo teve a uma das maiores turnês de todos os tempos por um girl group musical.

## Set list
Essa set list foi obtida no concerto do dia 13 março 2016 até Motorpoint Arena em Cardiff. Não representa todas as performances durante a turnê. Nota-se que durante sua passagem pela Oceania, Asia e Europa, a canção A.D.I.D.A.S e OMG, e foram removidas por terem sido consideradas "muito explícito".